# Жерар дьо Нервал
Жерар дьо Нервал (на английски: Gérard de Nerval) е псевдоним на френския поет, есеист и преводач Жерар Лабрюни. Печели популярност със своя превод на „Фауст“, високо оценен от самия Гьоте. Жерар дьо Нервал става близък приятел на Теофил Готие и Александър Дюма и една от водещите фигури на френския романтизъм. По убеждения е привърженик на деизма.
След 1841 г. получава периодични пристъпи на шизофрения и се самоубива през 1855 г.

## Произход и юношество
Жерар е син на Етиен Лабрюни, военен лекар, и Мари-Антоанет Лоран, дъщеря на търговец на бельо на улица „Кокилиер“. Родителите на Мария-Антоанета притежават Кло дьо Нервал, на по-малко от километър от Лоаси, махала на Вер сюр Лонете, близо до Мортефонтен в департамент Оаз..
Жерар Лабрюни е роден на 22 май 1808 г., около 20 ч. вечерта, в Париж, на улица „Сен Мартен“ 96 (понастоящем номер 168). Баща му е назначен за помощник военен лекар във Великата армия на 8 юни, бързо е повишен в лекар и на 22 декември е назначен на служба в Рейнската армия. На 29 ноември 1810 г. майка му умира в Глогау (сега Глогов), Силезия, докато придружава съпруга си. От 1808 до 1814 г. Жерар е отгледан от прачичо си по майчина линия, Антоан Буше, в Мортефонтен, в провинцията Валоа, в Сен Жермен ан Ле и в Париж. През пролетта на 1814 г. баща му се завръща към цивилния живот и се установява със сина си в Париж, на улица „Сен Мартен“ 72. Жерар се завръща по тези места в много от разказите си.
През 1822 г. Жерар постъпва в колежа „Карл Велики“, където негов състудент е Теофил Готие. През първата си година в колежа (учебна 1823-1824 година) той съставя първата си ръкописна колекция от сто и четиридесет страници: Poésies et Poèmes par Gérard L. 1824, която по-късно дава на Арсен Усе през 1852 г.
Той вече е написал, под името Gérard L., панегирик на Наполеон I: Наполеон или войната на Франция, национална елегия, публикуван от Ladvocat и преиздаден през 1827 г. от Touquet. На следващата година той написва две послания до мосю Дюпоншел, скрити под псевдонима Beuglant. От юли 1826 г. той започва да се занимава със сатира след скандала на Френската академия, предпочела Шарл Брифо пред Алфонс дьо Ламартин. След това той написва Жалба за безсмъртието на мосю Брифо, произведение в същия дух: Академията или Неоткриваемите членове, което води до отхвърлянето му от конкурса на Академията през 1828 г.
На 28 ноември 1827 г. Journal de la Librairie обявява публикуването на неговия превод на Фауст, който носи заглавието: Фауст, трагедия на Гьоте, преведена от Жерар (1828) . В броя на La Presse от 30 януари 1853 г. Теофил Готие припомня думите на Гьоте, написани към младия преводач: „Никога не съм разбирал себе си толкова добре, както докато четях превода Ви.“

## Поезия и политика
Между 1829 и 1832 г. Жерар последователно е нотариален чиновник, чирак на печатар и студент по медицина. Но литературата го зове. В редиците на младите романтици той става част от групата, подкрепяща Виктор Юго по време на битката за „Ернани“, включително прочутата вечер на 25 февруари 1830 г.
След това организира два важни проекта: антология на германската поезия и антология на френската ренесансова поезия, две произведения, които изискват изобилна библиотечна документация. Първата антология се появява през февруари 1830 г., втората през октомври същата година, и двете под псевдонима на M. Gérard. Тези две произведения не пожънват особен успех.
Трябва да се каже, че 1830 г. е годината на две революции, в които той участва: романтическата революция и политическата революция на Трите славни дни. Барикадите вдъхновяват една дълга поема: „Народът, тяхното име, тяхната слава, тяхната сила, техният глас, тяхната добродетел, тяхната почивка“, публикувана през август 1830 г..
Публикува много повече стихове през първата половина на 1831 г.: ако изключим оделета „Април“, голяма част от вдъхновението му е политическо, като песента En avant, marche!, възхваляваща белгийското и полското въстание, и памфлета Nos adieux à la Chambre des Députés de l'an 1830 или Allez-vous-en vieux mandataires.
Пише и пиеси със средновековно и романтично вдъхновение. Две от неговите произведения (вече изгубени) са представени в театър Одеон: „Принцът на глупаците“ и „Лара или Изкуплението“.

## Жени Колон
Жерар дьо Нервал е зашеметен от актрисата Жени Колон и посещава всяка вечер театъра, за да я гледа.
През 1834 г. той получава наследство от чичо си и се възползва от него, за да създаде през 1835 г. луксозното списание Le Monde dramatique, в което сам пише и публикува хвалебствени статии за Жени Колон. След това често посещава салона на мадам Боскари дьо Вилплен, където тайно романтично съперничество го изправя срещу финансиста Уилям Хоуп за покоряването на актрисата.
За нея той пише либретото за една оперета, която Александър Дюма ще подпише сам, „Пикило“. Дюма най-накрая го представя на Жени в края на 1837 г. Премиерата на „Пикило“ е в Opéra Comique на 31 октомври 1837 г. по музика на Иполит Монпу. Жени играе главната роля (която Нервал е написал с мисълта за нея). Между Жени и Нервал за няколко месеца се разгаря романтична връзка, скоро прекъсната от брака на Жени с флейтиста Луи-Мари-Габриел Ле плю на 11 април 1838 г.
През лятото на 1838 г. той пътува до Германия с Дюма, за да подготви „Лео Буркарт“, пиеса, забавена от цензурата. След премиерата на „Алхимикът“, написана в сътрудничество с Дюма, на 10 април 1839 г., „Лео Буркарт“ най-накрая има премиера в Théâtre de la Porte-Saint-Martin на 16 април. По същото време той публикува Le Fort de Bitche (25-28 юни) в Le Messager и Les Deux rendez-vous (15-17 август) – което по-късно става „Корила“ – в La Presse. След това, през ноември, той заминава за Виена, където се среща с пианистката Мари Плейел във френското посолство и се влюбва в нея.
Обратно във Франция през март 1840 г. той заменя Готие, който тогава е в Испания, в работата по театралната притурка на La Presse. След третото издание на „Фауст“, допълнено с предговор и фрагменти от „Втория Фауст“ през юли, той заминава за Белгия през октомври. На 15 декември се извършва премиерата на „Пикило“ в Брюксел, където той отново се среща с Жени Колон и Мари Плейел.
След първия пристъп на лудост на 23 февруари 1841 г. той е лекуван от г-жа Мари дьо Сент-Коломб, която ръководи „поправителното заведение Сент-Коломб“, създадено през 1785 г. на улица Rue de Picpus 4-6. На 1 март 1841 г. Жул Жанен публикува некролог в Journal des Débats, което не подобрява психичното здраве на Нервал. След втора криза, на 21 март, той е интерниран в клиниката на доктор Еспри Бланш, в Монмартър, в Château des Brouillards, от март до ноември. В долната част на свой фотографски портрет Жерар дьо Нервал пише:
| „ | Аз съм другият. | “ |

По същото време, когато Жерар е интерниран, Жени се бори с „фтизиса“ (изключителната слабост, резултат от туберкулозата), който се развива в началото на 1841 г. и се сбогува с театъра в Брюксел на 6 юни 1841 г. в „Хугенотите“ на Майербер. Тя играе ролята на Маргьорит. Умира в Париж година по-късно, на 3 юни 1842 г. Новината за смъртта ѝ достига до Нервал и допълнително разтърсва психическото му здраве. Той решава да замине за Ориента през декември 1842 г..
Според някои тълкуватели той създава цял идолопоклоннически култ на Жени Колон, особено след смъртта ѝ през 1842 г. Тя е фигурата на изгубената майка, но също и на идеалната жена, където Мария, Изида, Савската царица са смесени в синкретизъм, характерен за неговата мисъл, който се обсъжда от специалистите, анализиращи творчеството му.
Мъртвата Жени обсебва Нервал, който вярва в света на духовете, и вдъхновява най-известните му творби: „Силви“, публикувана през 1853 г., „Орелия“, публикувана през 1855 г. (ръкописът е открит при него след самоубийството му), както и „Корила“, цитирана по-горе (1839 г.), „Джеми“ (1843 г.) и тя ясно се появява в сонета El Desdichado и в други стихотворения от сборника Les Chimères, като „Делфика“.

## Пътуване към Ориента
На 22 декември 1842 г. Нервал заминава от Париж за Марсилия, откъдето на 1 януари 1843 г. отплава за остров Сирос през Малта. Пристига в Александрия на 16-ти. Остава в Кайро до началото на май, след което посещава Сирия. През юли отпътува от Бейрут за Константинопол, като спира в Кипър, Родос и Смирна. На 28 октомври 1843 г. отново се отправя към Неапол през Малта. Връща се в Марсилия на 5 декември. Първите си статии за пътуването си публикува през следващата година. През септември и октомври 1844 г. пътува с Арсен Хусайе, директор на L'Artiste, до Белгия и Нидерландия. От юни до септември 1845 г. замества Готие, който тогава е в Алжир, в La Presse.
Между 1844 и 1847 г. Нервал пътува до Белгия, Холандия, Лондон и др., и записва впечатленията си от пътуванията. Едновременно с това работи върху свои разкази и оперни либрета, както и като преводач на стиховете на своя приятел Хайнрих Хайне (сборник, отпечатан през 1848 г.).
Завършва повествованието за своите пътувания, донякъде романтизирано в маниера на Шатобриан и конструирано като път на посвещение, в своето Пътуване към Ориента, което е издадено през 1851 г. В писмо до д-р Емил Бланш, датирано от 22 октомври 1853 г., Нервал заявява, че е бил посветен в мистериите на друзите по време на престоя си в Сирия, където достигнал ранг „рефит“, един от най-високите в това братство. Цялото му творчество е силно обагрено с езотеризъм и символизъм, особено алхимични и масонски.

## Наследство
В края на 19. век творчеството на Нервал намира най-голям отзвук сред символистите, а по-късно и сред сюрреалистите. Андре Бретон в първия Манифест на сюрреализма пише: „Нервал притежава чудесно духа, който ние претендираме за себе си“. Той допълва, че вместо думата сюрреализъм той и неговите другари биха могли също толкова лесно да изберат думата свръхестественост, която Нервал използва във връзка с Chimères.

## Произведения
- Scènes de la vie orientale (1846-1847)
- Voyage en Orient (1851)
Смърт в Адриатика от „Пътуване към Ориента“, в алманаха „Фарватер“ (2001), прев. Ася Къдрева
Пътешествие из Ориента, изд. „Алтера“ (2010), прев. Рени Йотова, Весела Антонова
- Les Nuits d'Octobre (1852)
- Sylvie (1853)
- Les Filles du Feu (1854) – разкази
  - Les Chimères, стихотворения, добавени към Les Filles de Feu
Дъщерите на огъня (сборник новели), изд.: „Народна култура“, София (1987), прев. Марина Нитова и др. (Историята на утринната кралица и Солиман, Галантният бохем, Поезия и театър, Дъщерите на огъня)
- Aurélie (1855), новела с автобиографични мотиви
Орелия, в сборника „Френски поети сюрреалисти“, изд.: „Народна култура“, София (1992), изд.: ИК „Колибри“, София (1993, 1997), изд. „Захарий Стоянов“ (2011), прев. Стефан Гечев
- Promenades et Souvenirs (1854-56)
- La Danse des morts (1855)

други на български
- Стихотворения в сборника „Прокълнати поети“, изд. „Т. Ф. Чипев“ (1921), прев. Георги Михайлов
- Стихотворения в сборника „Прокълнати поети“, изд. „Иван Коюмджиев“ (1936, 1945), прев. Георги Михайлов
- Стихотворения в рубриката „Френска поезия“, сп. „Съвременник“ (1999), прев. Валентин Панджаров (Фантазия; Рицари и лакеи)
- Стихотворение в сп. „Словото днес“ (2007), прев. Георги Михайлов (Епитафия)
- Стихотворения в рубриката „Френски поети“, алм. „Панорама“ (2009), прев. Петър Велчев (Фантазия)